# Combinada nòrdica als Jocs Olímpics d'hivern de 2022
Als Jocs Olímpics d'Hivern de 2022, que se celebraren a la ciutat de Pequín (República Popular de la Xina), es disputaren tres proves de combinada nòrdica, totes elles masculines. Les proves se celebraren entre el 9 i el 17 de febrer de 2022.
A les proves hi podien prendre part un màxim de 55 atletes (tots homes), els mateixos que als Jocs Olímpics d'Hivern de 2018.

## Horari de competició
Aquest és el calendari de les proves.
 Tots els horaris són en (UTC+8).
| Data         | Hora  | Prova                               |
| ------------ | ----- | ----------------------------------- |
| 9 de febrer  | 16:00 | Individual (trampolí normal/10 km.) |
| 9 de febrer  | 19:00 | Individual (trampolí normal/10 km)  |
| 15 de febrer | 16:00 | Individual (trampolí llarg/10 km.)  |
| 15 de febrer | 18:30 | Individual (trampolí llarg/10 km.)  |
| 17 de febrer | 16:00 | Equips                              |
| 17 de febrer | 19:00 | Equips                              |

## Proves
| Prova                                     | Or                                                                            | Or      | Plata                                                                | Plata   | Bronze                                                             | Bronze  |
| Individual, trampolí llarg/10 km detalls  | Jørgen Graabak (NOR)                                                          | 27:13.3 | Jens Lurås Oftebro (NOR)                                             | 27:13.7 | Akito Watabe (JPN)                                                 | 27:13.9 |
| Individual, trampolí normal/10 km detalls | Vinzenz Geiger (GER)                                                          | 25:07.7 | Jørgen Graabak (NOR)                                                 | 25:08.5 | Lukas Greiderer (AUT)                                              | 25:14.3 |
| Equips, trampolí llarg/4 × 5 km detalls   | NoruegaEspen Bjørnstad · Espen Andersen · Jens Lurås Oftebro · Jørgen Graabak | 50:45.1 | AlemanyaManuel Faißt · Julian Schmid · Eric Frenzel · Vinzenz Geiger | 51:40.0 | JapóYoshito Watabe · Hideaki Nagai · Akito Watabe · Ryota Yamamoto | 51:40.3 |

## Medaller
| Pos.  | País     | Or | Plata | Bronze | Total |
| 1     | Noruega  | 2  | 2     | 0      | 4     |
| 2     | Alemanya | 1  | 1     | 0      | 2     |
| 3     | Japó     | 0  | 0     | 2      | 2     |
| 4     | Àustria  | 0  | 0     | 1      | 1     |
| Total | Total    | 3  | 3     | 3      | 9     |